# Измитски залив
Измитския залив (на турски: Izmit Körfez) е залив в източната част на Мраморно море, край северозападния бряг на полуостров Мала Азия, в Турция. Вдава се в сушата на 52 km, ширина на входа 6 km, дълбочина от 183 m. Бреговете му са предимно планински, стръмни. Северният му бряг представлява един непрекъснат курортен район, т.нар. Анадолска Ривиера. Във върха на залива (най-източната му част) е разположен големия град Измит, а по южното му крайбрежие – градовете Гьолджюк и Карамюрсел. Над него, в западната му част през 2016 г. е пуснат в експлоатация мостът „Осман Гази“ с дължина 3 km.